# Радослав Маєцький
Радослав Маєцький (пол. Radosław Majecki, нар. 16 листопада 1999, Стараховиці) — польський футболіст, воротар клубу «Монако». На правах оренди грає за «Серкль» (Брюгге).

## Клубна кар'єра
Народився 16 листопада 1999 року в місті Стараховіце. Вихованець футбольної школи клубу «Легія». 2017 року для отримання ігрової практики був відданий в оренду в клуб другого дивізіону «Сталь» (Мелець).
Влітку 2018 року Радослав повернувся до рідної «Легії». 3 листопада 2018 року він провів свій перший матч у основній команді варшавського клубу. У першому сезоні він зіграв 14 матчів в національному чемпіонаті і допоміг команді стати віце-чемпіоном Польщі.
29 січня 2020 «Монако» викупило контракт Маєцького за 7 мільйонів євро та одразу віддало його в оренду до кінця сезону назад до «Легії».

## Виступи за збірні
2017 року дебютував у складі юнацької збірної Польщі, взяв участь у 8 іграх на юнацькому рівні, відзначившись 2 забитими голами.
2019 року у складі молодіжної збірної Польщі поїхав на домашній молодіжний чемпіонат світу. На турнірі зіграв у 4 матчах, а команда вилетіла на стадії 1/8 фіналу.
У жовтні 2019 був вперше викликаний до національної збірної Польщі як третій воротар.